# Muchtar wuld Dadda
Muchtar wuld Dadda, Moktar Ould Daddah (arab. مختار ولد داده; ur. 25 grudnia 1924 w Bu Tilimit, zm. 14 października 2003) – mauretański polityk, pierwszy prezydent Mauretanii, rządzący od 28 listopada 1960, po uzyskaniu niepodległości od Francji, do 10 lipca 1978, gdy został obalony przez wojskowy zamach stanu.
Został pierwszym prezydentem niepodległej republiki. Stanął na czele jedynej legalnej Partii Ludu Mauretanii. Początkowo większość krajów arabskich nie uznała niezależności Mauretanii i potwierdzała słuszność marokańskich pretensji do obszarów Mauretanii – wuld Dadda w rezultacie zmuszony był do zawiązania bliższych relacji z Francją i z państwami Czarnej Afryki. W 1969 roku Maroko uznało niepodległość Mauretanii, co spowodowało zbliżenie kraju do państw arabskich. W 1975 roku wprowadził program reform zapowiadających ustanowienie demokracji islamskiej, narodowej, centralistycznej i socjalistycznej oraz wprowadził w życie porozumienie z Marokiem i Hiszpanią odnośnie do podziału Sahary Zachodniej. W tym samym roku na północy Mauretanii doszło do wojny z siłami Frontu Polisario. W 1978 roku doszło do wojskowego zamachu stanu, w wyniku którego obalono wuld Daddę, a władzę przejął Wojskowy Komitet Odrodzenia Narodowego, a dotychczas rządząca Partia Ludu Mauretanii została zdelegalizowana.